# Паук (украшение)

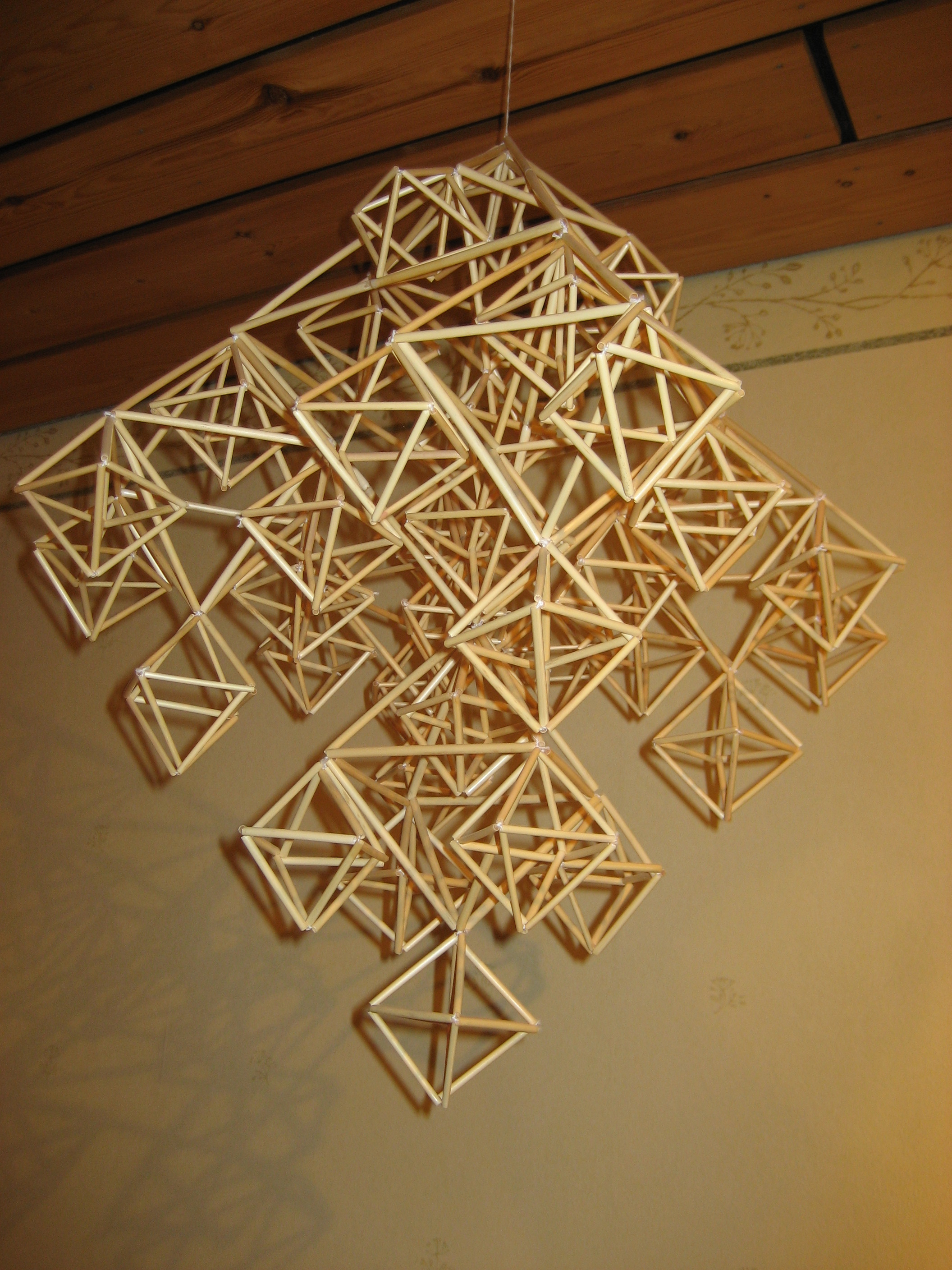
Финский Химмели

«Паук» — традиционный элемент внутреннего украшения дома у народов Восточной и Северной Европы. Культура изготовления и убранства дома при помощи подвесных «пауков» тесно связана с народными обрядами и календарными праздниками (Рождество, Новый год, Пасха и свадьба). Их делали из легкодоступного растительного сырья местного происхождения, чаще всего соломы, при помощи соединения геометрических фигур в многосоставные объёмные украшения. Согласно народным толкованиям, культура украшения дома соломенными «пауками», восходит к рождественским событиям, описанным в Новом Завете. В Западной Европе подобное украшение наиболее известно под названием «химмели»; его происхождение связывают с прибалтийскими народными традициями.

## Описание

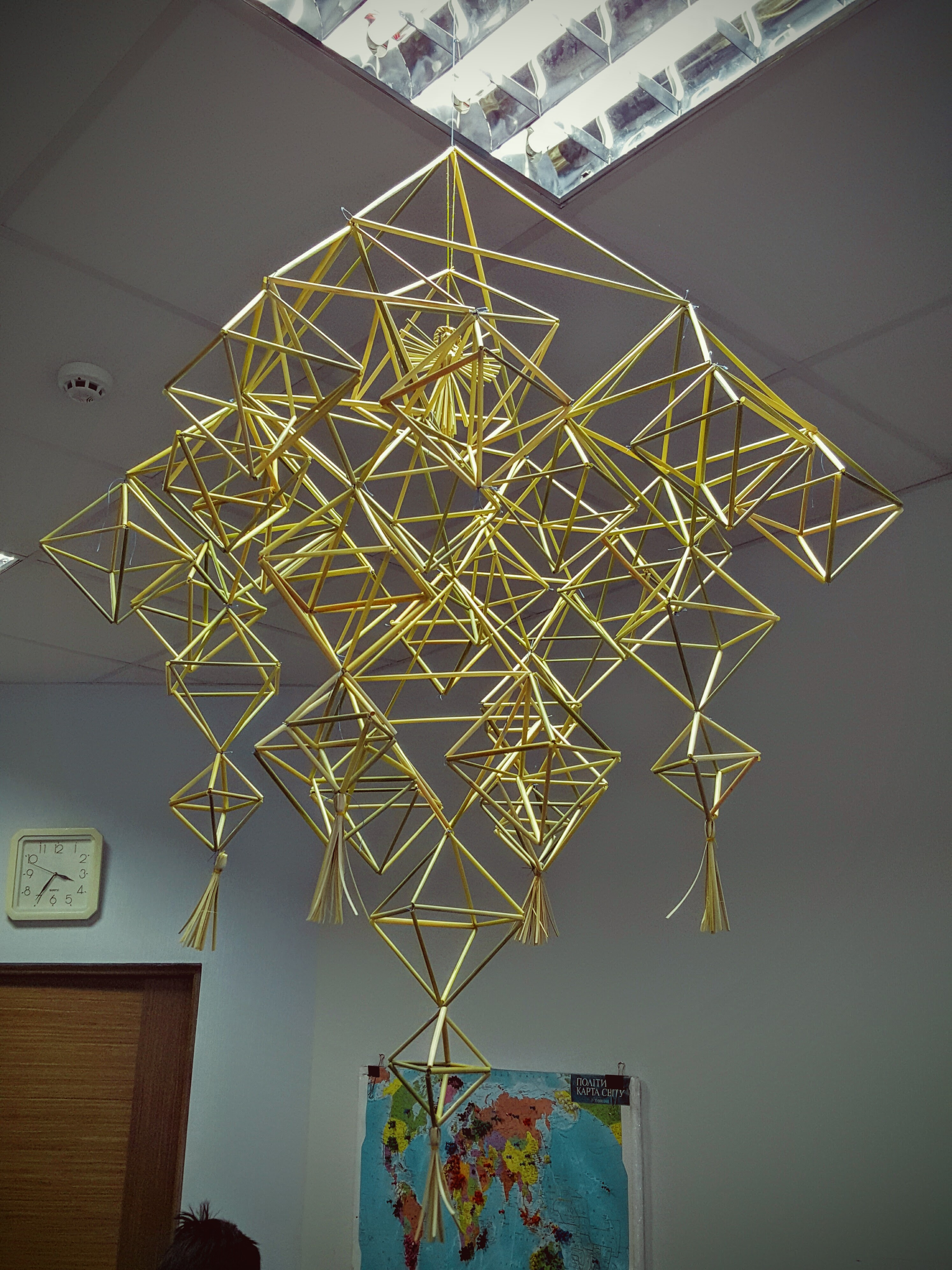
Рождественский паук в Киеве, 2016

Декоративное украшение «паук» тесно связано с народными обрядами и календарными праздниками (Рождество, Новый год, Пасха, свадьба). Такие подвесные элементы внутреннего убранства известны в культуре поляков, восточных славян (белорусы, украинцы, русские), а также у прибалтийских народов (финны, эстонцы, литовцы, латвийцы), позже они стали использоваться и в других традициях. Изготавливались «пауки» из легкодоступного растительного сырья местного происхождения: соломы, бобов, гороха, перьев, пряжи, льна; позже стали использоваться цветные ткани и бумага. «Пауков» подвешивали в доме на длинном конском волосе к центральной потолочной балке — матице или возле красного угла. Благодаря кругообороту воздуха — через входную дверь и из пылающей печи — большой «паук» вместе с присоединёнными к нему меньшими «близнецами» находился в движении, вращался в разные стороны, создавая впечатление «живого существа». Для изготовления «пауков» нарезали соломинки необходимого размера, после чего через их внутреннюю часть пронизывали нитки или конский волос. Скрепляя их и формируя геометрические элементы (многогранники, звёзды, круги и т. д.), создавались более сложные, многосоставные объёмные фигуры (сферы, пирамиды, многогранники). 
Наиболее известна традиция изготовления и вывешивания «пауков» в связи с зимними и рождественскими праздниками. У восточных славян их изготавливали в период Филиппова поста (с 15 (28) ноября по 24 декабря (6 января). Так, на Украине их скрытно от парней делали девушки на святого Игната. Украшение выступало в качестве декора новогодних праздников и в качестве замены ёлки. Зафиксированы традиции вывешивания украшения в связи со свадебными обрядами (Подмосковье). В таком случае, от подвешенного в центральной части потолка «паука» отходили четыре «нити», олицетворяющие судьбу невесты: «из дому в церковь, из церкви, в дом». Также с этим была связана традиция снимать «паука» и обматывать им лошадей, которые использовались в свадебном поезде. По народному поверью, если этого не делать, то незамужние девицы ещё не скоро выйдут замуж.   
Согласно народным толкованиям, происхождение и культура украшения дома соломенными «пауками», тесно связывалась с рождественским сюжетом из Нового Завета: «Христос на соломке спал, — на соломке родился-то, во хлеве; дак пусть походят волхвы да поищут все тут Иисуса Христа, там вот звёздочки [лоскутки]. Пусть вот ходят, да ёни его ищут, уж его не найдут, Святой Дух его спасёт».  
В Западной Европе подобное украшение наиболее известно под названием «химмели», считается, что оно восходит к германскому Himmel — небо, а его происхождение связывают с прибалтийскими народными традициями. В ноябре 2019 года в Эстонии был изготовлен «химмели» объёмом 5,96 м³, а его вес составил 12 кг. Согласно данным Guinness World Records это изделие стало самым большим на тот момент. Образцы подобных украшений являются объектом коллекционирования, выставляются в этнографических музеях и на выставках; они стали предметом изготовления ремесленных мастерских и рукоделия.